# Waiting for the hurricane
Waiting for the hurricane is een single van Chris de Burgh. Het is afkomstig van zijn verzamelalbum Best moves.
Best moves was een verzamelalbum die voorzien werd twee nieuwe tracks: Waiting for the hurricane en Every drop of rain. Waiting for the hurricane gaat over een aankomende orkaan in de Caribische Zee. Het is vooralsnog het enige nummer dat Chris de Burgh opnam met muziekproducent Glyn Johns. Chris de Burgh zette het nummer ook op zijn album Home.
Broken wings is een liveversie van het nummer Broken wings van een van zijn eerste platen. Hij produceerde in dit geval zelf.
De single haalde de Europese hitparades niet.